# 2.ª etapa del Giro de Italia 2019
La 2.ª etapa del Giro de Italia 2019 tuvo lugar el 12 de mayo de 2019 entre Bolonia y Fucecchio sobre un recorrido de 205 km y fue ganada al sprint por el ciclista alemán Pascal Ackermann del equipo Bora-Hansgrohe. El ciclista esloveno Primož Roglič del Jumbo-Visma conservó la Maglia Rosa.

## Clasificación de la etapa
| \| Clasificación de la etapa \| Clasificación de la etapa \| Clasificación de la etapa \| Clasificación de la etapa \| Clasificación de la etapa \| \| Ciclista \| Ciclista \| Equipo \| Tiempo \| \| \| ------------------------- \| ------------------------- \| ------------------------- \| ------------------------- \| ------------------------- \| \| 1.º \| Pascal Ackermann \| Bora-Hansgrohe \| 4 h 44 min 43 s \| \| \| 2.º \| Elia Viviani \| Deceuninck-Quick Step \| + 0 s \| \| \| 3.º \| Caleb Ewan \| Lotto-Soudal \| + 0 s \| \| \| 4.º \| Fernando Gaviria \| UAE Team Emirates \| + 0 s \| \| \| 5.º \| Arnaud Démare \| Groupama-FDJ \| + 0 s \| \| \| 6.º \| Davide Cimolai \| Israel Cycling Academy \| + 0 s \| \| \| 7.º \| Viacheslav Kuznetsov \| Katusha-Alpecin \| + 0 s \| \| \| 8.º \| Jasper De Buyst \| Lotto-Soudal \| + 0 s \| \| \| 9.º \| Kristian Sbaragli \| Israel Cycling Academy \| + 0 s \| \| \| 10.º \| Rüdiger Selig \| Bora-Hansgrohe \| + 0 s \| \| |                      |                        |                 |
| |                      |                        |                 |
| Fuente: ProCyclingStats |                      |                        |                 |
| Clasificación de la etapa |                      |                        |                 |
| Ciclista | Ciclista             | Equipo                 | Tiempo          |
| 1.º | Pascal Ackermann     | Bora-Hansgrohe         | 4 h 44 min 43 s |
| 2.º | Elia Viviani         | Deceuninck-Quick Step  | + 0 s           |
| 3.º | Caleb Ewan           | Lotto-Soudal           | + 0 s           |
| 4.º | Fernando Gaviria     | UAE Team Emirates      | + 0 s           |
| 5.º | Arnaud Démare        | Groupama-FDJ           | + 0 s           |
| 6.º | Davide Cimolai       | Israel Cycling Academy | + 0 s           |
| 7.º | Viacheslav Kuznetsov | Katusha-Alpecin        | + 0 s           |
| 8.º | Jasper De Buyst      | Lotto-Soudal           | + 0 s           |
| 9.º | Kristian Sbaragli    | Israel Cycling Academy | + 0 s           |
| 10.º | Rüdiger Selig        | Bora-Hansgrohe         | + 0 s           |

## Clasificaciones al final de la etapa

### Clasificación general(Maglia Rosa)
| \| Clasificación general \| Clasificación general \| Clasificación general \| Clasificación general \| Clasificación general \| \| Ciclista \| Ciclista \| Equipo \| Tiempo \| \| \| --------------------- \| --------------------- \| --------------------- \| --------------------- \| --------------------- \| \| 1.º \| Primož Roglič \| Team Jumbo-Visma \| 4 h 57 min 42 s \| \| \| 2.º \| Simon Yates \| Mitchelton-Scott \| + 19 s \| \| \| 3.º \| Vincenzo Nibali \| Bahrain-Merida \| + 23 s \| \| \| 4.º \| Miguel Ángel López \| Astana \| + 28 s \| \| \| 5.º \| Tom Dumoulin \| Team Sunweb \| + 28 s \| \| \| 6.º \| Rafał Majka \| Bora-Hansgrohe \| + 33 s \| \| \| 7.º \| Tao Geoghegan Hart \| Team Ineos \| + 35 s \| \| \| 8.º \| Bauke Mollema \| Trek-Segafredo \| + 39 s \| \| \| 9.º \| Damiano Caruso \| Bahrain-Merida \| + 40 s \| \| \| 10.º \| Pello Bilbao \| Astana \| + 42 s \| \| |                    |                  |                 |
| |                    |                  |                 |
| Fuente: ProCyclingStats |                    |                  |                 |
| Clasificación general |                    |                  |                 |
| Ciclista | Ciclista           | Equipo           | Tiempo          |
| 1.º | Primož Roglič      | Team Jumbo-Visma | 4 h 57 min 42 s |
| 2.º | Simon Yates        | Mitchelton-Scott | + 19 s          |
| 3.º | Vincenzo Nibali    | Bahrain-Merida   | + 23 s          |
| 4.º | Miguel Ángel López | Astana           | + 28 s          |
| 5.º | Tom Dumoulin       | Team Sunweb      | + 28 s          |
| 6.º | Rafał Majka        | Bora-Hansgrohe   | + 33 s          |
| 7.º | Tao Geoghegan Hart | Team Ineos       | + 35 s          |
| 8.º | Bauke Mollema      | Trek-Segafredo   | + 39 s          |
| 9.º | Damiano Caruso     | Bahrain-Merida   | + 40 s          |
| 10.º | Pello Bilbao       | Astana           | + 42 s          |

### Clasificación por puntos(Maglia Ciclamino)
| Clasificación por puntos | Clasificación por puntos | Clasificación por puntos    | Clasificación por puntos | Clasificación por puntos |
| Ciclista                 | Ciclista                 | Equipo                      | Puntos                   |                          |
| ------------------------ | ------------------------ | --------------------------- | ------------------------ | ------------------------ |
| 1.º                      | Pascal Ackermann         | Bora-Hansgrohe              | 25 pts                   |                          |
| 2.º                      | Elia Viviani             | Deceuninck-Quick Step       | 18 pts                   |                          |
| 3.º                      | Primož Roglič            | Team Jumbo-Visma            | 15 pts                   |                          |
| 4.º                      | Marco Frapporti          | Androni Giocattoli-Sidermec | 12 pts                   |                          |
| 5.º                      | Simon Yates              | Mitchelton-Scott            | 12 pts                   |                          |
| 6.º                      | Caleb Ewan               | Lotto-Soudal                | 12 pts                   |                          |
| 7.º                      | Vincenzo Nibali          | Bahrain-Merida              | 9 pts                    |                          |
| 8.º                      | Damiano Cima             | Nippo-Vini Fantini-Faizanè  | 8 pts                    |                          |
| 9.º                      | Fernando Gaviria         | UAE Team Emirates           | 8 pts                    |                          |
| 10.º                     | Miguel Ángel López       | Astana                      | 7 pts                    |                          |

### Clasificación de la montaña(Maglia Azzurra)
| Clasificación de la montaña | Clasificación de la montaña | Clasificación de la montaña | Clasificación de la montaña | Clasificación de la montaña |
| Ciclista                    | Ciclista                    | Equipo                      | Puntos                      |                             |
| --------------------------- | --------------------------- | --------------------------- | --------------------------- | --------------------------- |
| 1.º                         | Giulio Ciccone              | Trek-Segafredo              | 21 pts                      |                             |
| 2.º                         | François Bidard             | AG2R La Mondiale            | 6 pts                       |                             |
| 3.º                         | Primož Roglič               | Team Jumbo-Visma            | 4 pts                       |                             |
| 4.º                         | Łukasz Owsian               | CCC Team                    | 3 pts                       |                             |
| 5.º                         | Simon Yates                 | Mitchelton-Scott            | 2 pts                       |                             |
| 6.º                         | Rafał Majka                 | Bora-Hansgrohe              | 1 pt                        |                             |
| 7.º                         | Marco Frapporti             | Androni Giocattoli-Sidermec | 1 pt                        |                             |

### Clasificación de los jóvenes(Maglia Bianca)
| Clasificación del mejor joven | Clasificación del mejor joven | Clasificación del mejor joven | Clasificación del mejor joven | Clasificación del mejor joven |
| Ciclista                      | Ciclista                      | Equipo                        | Tiempo                        |                               |
| ----------------------------- | ----------------------------- | ----------------------------- | ----------------------------- | ----------------------------- |
| 1.º                           | Miguel Ángel López            | Astana                        | 4 h 58 min 10 s               |                               |
| 2.º                           | Tao Geoghegan Hart            | Team Ineos                    | + 7 s                         |                               |
| 3.º                           | Hugh Carthy                   | EF Education First            | + 19 s                        |                               |
| 4.º                           | James Knox                    | Deceuninck-Quick Step         | + 29 s                        |                               |
| 5.º                           | Pavel Sivakov                 | Team Ineos                    | + 33 s                        |                               |
| 6.º                           | Ben O'Connor                  | Dimension Data                | + 44 s                        |                               |
| 7.º                           | Robert Power                  | Team Sunweb                   | + 45 s                        |                               |
| 8.º                           | Edward Dunbar                 | Team Ineos                    | + 46 s                        |                               |
| 9.º                           | Jai Hindley                   | Team Sunweb                   | + 1 min 03 s                  |                               |
| 10.º                          | Nicola Conci                  | Trek-Segafredo                | + 1 min 04 s                  |                               |

### Clasificación por equipos"Super Team"
| Clasificación por equipos | Clasificación por equipos | Clasificación por equipos | Clasificación por equipos |
| Equipo                    | Equipo                    | Tiempo                    |                           |
| ------------------------- | ------------------------- | ------------------------- | ------------------------- |
| 1.º                       | Team Jumbo-Visma          | 14 h 54 min 47 s          |                           |
| 2.º                       | Bahrain-Merida            | + 15 s                    |                           |
| 3.º                       | Astana                    | + 28 s                    |                           |
| 4.º                       | Mitchelton-Scott          | + 36 s                    |                           |
| 5.º                       | Bora-hansgrohe            | + 41 s                    |                           |
| 6.º                       | Team Sunweb               | + 54 s                    |                           |
| 7.º                       | Deceuninck-Quick Step     | + 1 min 01 s              |                           |
| 8.º                       | EF Education First        | + 1 min 06 s              |                           |
| 9.º                       | Ineos                     | + 1 min 09 s              |                           |
| 10.º                      | UAE Team Emirates         | + 1 min 16 s              |                           |

## Abandonos
Ninguno.